# بوبي فوستر
بوبي فوستر (بالإنجليزية: Bobby Foster)‏ (19 يوليو 1929 بشفيلد في المملكة المتحدة - 1 يناير 2006) هو لاعب كرة قدم بريطاني في مركز الهجوم. لعب مع بريستون نورث إيند ونادي تشيسترفيلد ونادي روذرهام يونايتد وويغان أتلتيك.